# 桜田照雄
桜田 照雄（さくらだ てるお、1958年 - ）は、日本の会計学者。阪南大学流通学部教授。博士（経済学）。専門は経営財務論。兵庫県在住。趣味はスキー。

## 略歴
大阪市生まれ。大阪市立大学商学部、京都大学大学院経済学研究科博士課程、日本学術振興会特別研究員を経て、阪南大学流通学部教授。
2021年より、平和・民主・革新の日本をめざす全国の会（全国革新懇）代表世話人を務めている。

## 著書
- 『銀行ディスクロージャー』法律文化社、1995年
- 『さくら銀行・三和銀行』(日本のビッグ・ビジネス24)大月書店、1997年
- 『取り戻した９億円－相互信用金庫出資金返還訴訟の記録』文理閣、2013年